# 馮翼
馮翼（？—430年）北燕太祖馮跋太子，昭成帝馮弘之姪。北燕太平二十二年（430年），馮跋病重，命太子馮翼攝理國家大事，未料宋夫人有為其子圖謀王位之意，馮跋之弟馮弘於是帶兵進宮平變，倉促間馮跋於驚懼中去世。馮弘遂即天王位，盡殺包括太子馮翼在內的馮跋諸子百人。